# José Percudani
José Alberto Percudani (22 de marzo de 1965, Bragado) es un exfutbolista argentino que jugaba de delantero. Fue internacional con la selección argentina.

## Biografía
José Alberto Percudani, en los potreros del barrio El Bajo, a corta edad ya asombraba por su gran habilidad para jugar al fútbol.
Teniendo 10 años, aparece jugando en los Torneos “Evita” y es la figura del equipo que gana el torneo local (La Nortit) y luego representa a la ciudad en las etapas zonales. Después, es descollante su labor en los certámenes de Baby que organizaba el Club Juventus, donde su sola presencia convocaba a cientos de aficionados. Es éste el buen comienzo de la historia futbolística de unos de los bragadenses con mayor éxito a nivel nacional e internacional.

## Trayectoria
Entre 1982 y 1988 jugó en Independiente, donde ganó el Torneo Metropolitano, la Copa Libertadores y Copa Intercontinental 1984. En la final de la Copa Intercontinental, que Independiente ganó 1 a 0 al Liverpool, Percudani marcó para Independiente el único ataque del partido con gol incluido, a los 6 minutos del primer tiempo, el cual, lo posicionó en la memoria colectiva de miles de simpatizantes del fútbol, fueran o no hinchas de Independiente, conjuntamente con el arquero Carlos Goyén, quien tuvo una labor extraordinaria, en un partido que el mundo entero daba por perdido para Independiente.

### Independiente
En 1982, habían pasado ya cuatro temporadas jugando en los planteles menores del Club Atlético Independiente y sorpresivamente llegaría su oportunidad para estar en la división mayor. Un Sábado de Julio, mientras se preparaba para jugar en sexta, Nito Veiga, le comunica que al día siguiente iba a jugar en Primera. Y fue así que el día 18 de Julio, “mandinga”, tiene su debut oficial en el plantel principal del Rojo, que enfrenta a Huracán quien  gana 1 a 0.
La formación de los “diablos rojos” fue esta: Goyén, Clausen, Olguín, Trossero y Killer (Enrique), Giusti, Maragoni y Burruchaga, Clara, Percudani y Calderón. En ese mismo año juega en otro cotejo como titular y en otros cinco integra el banco de suplentes, tenía solo 17 años y eso era muy importante para él.
Es quizás el gol en la final de la Copa Intercontinental de 1984 el cual le permitió dejar escrito su nombre en la historia del Club Atlético Independiente. Con solo 19 años y a meses de haber concluido la Guerra de las Malvinas, "Pelito" como lo llamaba el técnico del "rojo" José Pastoriza, marcaba el único gol frente al equipo inglés de Liverpool en el Estadio Nacional de Tokio, el cual a la postre le daría el triunfo y la copa.
En Independiente jugó 135 partidos y marcó 45 goles, 2 en Copa Libertadores y uno en Copa Intercontinental. 

### En el extranjero
En 1988, Percudani, deja Independiente y es contratado por el Austria Viena de Austria. En ese país tiene buenas actuaciones y en su primera temporada es el goleador de la Liga con 12 goles, además tiene su bautismo en la Copa Europea Interclubes.
Durante dos temporadas estuvo allí, jugó 34 partidos y convirtió 23 goles.
En 1990, retorna al continente sudamericano para integrar el plantel principal de la Universidad Católica de Chile.
En el club Chileno, tuvo destacadas actuaciones donde obtuvo la Copa Chile en 1991. Durante su paso por la UC (1990-91), disputó 41 encuentros por la liga y anotó 19 goles con la UC. En la Libertadores de 1990 convirtió 1 gol y en Copa Chile 1991 celebró 8 conquistas, incluido el único gol de la final contra Cobreloa, y gracias al cual la UC se consagró campeón.
En 1992 es requerido por Peñarol, pero lo dejan libre.

### Retorno a la Argentina
En ese mismo año, regresa al fútbol de Argentina, para estar en Estudiantes de La Plata en donde tiene como compañeros a Rubén Capria, Martín Palermo, José Luis Calderón, Claudio Paris, Etc. En el Pincharrata jugó 14 partidos y marcó 3 goles. Luego jugó en Almirante Brown , en Talleres de Remedios de Escalada y en Bancruz de Rio Gallegos.

## Selección nacional
En 1987, Carlos Salvador Bilardo lo incluye en la Lista de la Selección Argentina, que iba a disputar la Copa América y el debut con la celeste y blanca se produce el día 20 de junio, ante Paraguay, en cancha de River jugando en el ataque junto al “Búfalo” Funes. En la siguiente jornada de esa Copa, “Mandinga” tuvo la enorme satisfacción de jugar al lado de Diego Armando Maradona, cuando el seleccionado enfrenta a Perú (fue el 27 de junio). También es titular ante Ecuador, Uruguay y Colombia.

### Participaciones en Copas América
| Copa              | Sede      | Resultado    | Partidos | Goles |
| ----------------- | --------- | ------------ | -------- | ----- |
| Copa América 1987 | Argentina | Cuarto lugar | 4        | 1     |

## Clubes
| Club                            | País      | Año       | Partidos | Goles |
| ------------------------------- | --------- | --------- | -------- | ----- |
| Independiente                   | Argentina | 1980-1988 | 186      | 78    |
| Austria Viena                   | Austria   | 1988-1989 | 51       | 35    |
| Atlético de Madrid "B"          | España    | 1989-1990 | ?        | ?     |
| Universidad Católica            | Chile     | 1990-1991 | ?        | 30    |
| Peñarol                         | Uruguay   | 1992      | ?        | ?     |
| Estudiantes de La Plata         | Argentina | 1992-1993 | 15       | 3     |
| Almirante Brown                 | Argentina | 1993-1994 | 50       | 19    |
| Talleres (Remedios de Escalada) | Argentina | 1994-1995 | 14       | 3     |
| Club Social y Deportivo Bancruz | Argentina | 1995      | 5        | 1     |

## Palmarés

### Torneos nacionales
| Título           | Equipo               | País      | Año    |
| ---------------- | -------------------- | --------- | ------ |
| Primera División | Independiente        | Argentina | M-1983 |
| Copa Chile       | Universidad Católica | Chile     | 1991   |

### Torneos internacionales
| Título                | Equipo        | Sede       | Año  |
| --------------------- | ------------- | ---------- | ---- |
| Copa Libertadores     | Independiente | Avellaneda | 1984 |
| Copa Intercontinental | Independiente | Tokio      | 1984 |